# 加藤博之
加藤 博之（かとう ひろゆき、1945年 - ）は、日本の経営者。元東京海上日動火災保険 副社長、元JALUX取締役、元東京海上日動キャリアサービス代表取締役社長、和歌山大学 経済学部卒業。

## 経歴
- 1969年 和歌山大学経済学部卒業
- 1969年 東京海上保険入社
- 1999年 同社取締役就任、その後、常務・専務を歴任
- 2005年 同社副社長に就任
- 2006年 トーア再保険取締役に就任
- 2008年 トーア再保険取締役を退任